# التقاط البيانات عن بعد
التقاط البيانات عن بعد هي عملية الجمع التلقائي للبيانات العلمية. تستخدم على نطاق واسع في التجارب السريرية، حيث يسار إليه ب التقاط البيانات الإلكترونية. في العلوم الفيزيائية، يمكن ربط أجهزة المراقبة التلقائية في الميدان بمراقب في المختبر من خلال الهاتف المحمول أو رابط اتصال آخر، على سبيل المثال في الهيدرولوجيا. أثرت أنظمة RDC في تصميم أنظمة التقاط البيانات الإلكترونية (EDC) اللاحقة.